# Quake III: Arena
Quake III: Arena – gra komputerowa z gatunku first-person shooter, wyprodukowana przez id Software i wydana w 1999 roku przez Activision. Jest to trzecia część serii gier Quake. Przeznaczona jest przede wszystkim do rozgrywki wieloosobowej. W trybie jednoosobowym występowały areny, na których gracz walczył z botami (komputerowymi przeciwnikami udającymi innych graczy). W grze po raz pierwszy użyto algorytmu zwanego szybką odwrotnością pierwiastka kwadratowego.
Quake III: Arena wprowadziła tryb rozgrywki wieloosobowej o nazwie Clan Arena, w którym gracze są podzieleni na dwie drużyny (Niebiescy i Czerwoni) walczące według określonych zasad (na przykład podział rozgrywki na rundy, taki sam ekwipunek graczy na początku każdego etapu, eliminacja zabitych graczy z rozgrywki do zakończenia rundy). Tryb ten został przeniesiony również do gry Quake Live.
W grze do dyspozycji gracza oddano dziewięć rodzajów broni. Rozgrywkę zaczynamy wyposażeni w karabin maszynowy oraz specjalną rękawicę z ostrzem. W zależności od planszy można zdobyć lepsze uzbrojenie w skład którego wchodzą: strzelba, granatnik, wyrzutnia rakiet, miotacz błyskawic, futurystyczny karabin snajperski o nazwie railgun, miotacz plazmy oraz najpotężniejsze z nich wszystkich działo zwane BFG10K. Gracze mogą również zdobywać dodatki takie jak apteczki, zbroje, teleportery, wzmocnienia ataków, podwyższenia prędkości czy częściowa niewidzialność.
Redakcja magazynu „CD-Action” w roku 2004 umieściła Quake III: Arenę na 20. miejscu 100 najlepszych gier na PC, w roku 2006 – na 58. miejscu wśród gier wydanych między 1996 a 2006. Redakcja magazynu „PC Gamer UK” w 2015 roku przyznała grze 55. miejsce na liście najlepszych gier na PC.